# Воолайд, Карел
Карел Воолайд (эст. Karel Voolaid; род. 4 июля 1977, Коэру) — эстонский футболист, полузащитник, тренер. С 2019 года — главный тренер футбольного клуба «Пайде».

## Биография
Большую часть игровой карьеры провёл в клубах низших лиг Эстонии, в том числе много лет выступал за клуб из своего родного посёлка Коэру. Также играл за клубы «Флора» (Кехтна), «Атли II» (Рапла), «Академию Андреса Опера» (Таллин). В 2008 году присоединился к клубу первой лиги «Пайде», на следующий год вместе с командой провёл дебютный сезон в высшем дивизионе. Всего в высшей лиге Эстонии за три сезона (с перерывом) сыграл 58 матчей и забил 2 гола.
С 2002 года совмещал игровую карьеру с тренерской работой, причём зачастую играл и тренировал одновременно в различных клубах. Много лет работал со сборными Эстонии младших возрастов. На клубном уровне в 2004—2005 годах возглавлял клуб первой лиги «Тервис» (Пярну). В мае-августе 2010 года работал главным тренером клуба высшего дивизиона «Нымме Калью» и по итогам июня был признан лучшим тренером месяца в лиге. Имеет тренерскую лицензию «Pro» (2008).
3 июля 2019 года назначен главным тренером национальной сборной Эстонии, но в конце 2020 года закончился контракт и он не был продлен.
В декабре 2021 года возглавил эстонский футбольный клуб «Пайде»
В январе 2025 года стал ассистентом главного тренера «Левадии».